# Mjölkstrålskinn
Mjölkstrålskinn (Phanerochaete galactites) är en svampart som först beskrevs av Bourdot & Galzin, och fick sitt nu gällande namn av J. Erikss. & Ryvarden 1978. Mjölkstrålskinn ingår i släktet Phanerochaete och familjen Phanerochaetaceae.  Arten är reproducerande i Sverige. Inga underarter finns listade i Catalogue of Life.